# Gertrud Fridh
Gertrud Fridh (Göteborg, 26 novembre 1921 – 11 ottobre 1984) è stata un'attrice svedese.

## Filmografia parziale
- Il posto delle fragole (Smultronstället), regia di Ingmar Bergman (1957)
- L'occhio del diavolo (Djävulens öga), regia di Ingmar Bergman (1960)
- L'ora del lupo (Vargtimmen), regia di Ingmar Bergman (1968)